# Time and the Hour
Time and the Hour è un cortometraggio muto del 1915 diretto e interpretato da Warwick Buckland.

## Trama
Un innocente, accusato ingiustamente, recupera la sua onorabilità quando un elegante cavaliere, partecipando al gran ballo di fine anno, cade in trance e confessa di essere lui il vero capo di una gang.

## Produzione
Il film fu prodotto dalla Michaelson Productions.

## Distribuzione
Distribuito dalla Lloyd British, il film - un cortometraggio in due bobine - uscì nelle sale cinematografiche britanniche nel 1915.